# Wercklea horrida
Wercklea horrida är en malvaväxtart som först beskrevs av Urban, och fick sitt nu gällande namn av P.A. Fryxell. Wercklea horrida ingår i släktet Wercklea och familjen malvaväxter. Inga underarter finns listade i Catalogue of Life.